# Amy, la niña de la mochila azul vol. 1
Amy, la niña de la mochila azul vol. 1 es la primera banda sonora que lanzó la producción de la telenovela, Amy, la niña de la mochila azul, en el año 2004.

## Información del disco
Amy, la niña de la mochila azul vol. 1 es un disco salido de la telenovela Amy, la niña de la mochila azul, el cual contiene música de la telenovela. Cuenta de 13 canciones interpretadas en su mayoría por Danna Paola, pero también colaboran Tatiana.
Tatiana y Danna Paola cantan juntas el tema principal de la telenovela llamado "Azul como el cielo", y Luiz Fernando Torres “La de la mochila azul", un cover de Pedro Fernández.
El disco tuvo éxito, logrando alcanzar un disco de oro por más de 50 mil unidades vendidas en México, ese reconocimiento fue entregado a la producción de la telenovela, causando una gran sorpresa, por lo que siguió una gira por todo el país llamada Amy en Busca del Tesoro.
El disco entró por sorpresa en el puesto 25 en el "Top Latin Albums", pero bajó rápidamente de la lista al agotarse los discos y quedarse sin reservas, ya que la disquera no esperaba ese éxito imprevisto, por lo que después se volvió a grabar un segundo álbum.

## Lista de canciones
1. Azul Como el Cielo
2. La de la Mochila Azul
3. Mi Capitán
4. Reconstruyamos el Bucanero
5. Cazadores de Tesoros
6. Hija del Mar
7. Una Señal
8. Piratas del Risco
9. Valiente
10. ¡¡¡Minerva, No Te la Lleves!!!
11. Amy, Amy
12. Amor de Niños
13. Mapa del Tesoro

## Sencillos
El sencillo más sonado del álbum Amy, la niña de la mochila azul vol. 1 fue en el tema "Azul como el cielo", tema de introducción a la telenovela, Amy, la niña de la mochila azul.

## Posicionamiento
| Año  | Listas           | Posición |
| ---- | ---------------- | -------- |
| 2004 | Latin Pop Albums | 4        |
| 2004 | Top Kid Audio    | 8        |
| 2004 | Top Latin Albums | 25       |